# Кубок РЖД 2007
Кубок РЖД 2007 года — футбольное соревнование в честь Дня железнодорожника, которое прошло в Москве с 3 по 5 августа.
В кубке принимали участие «Милан» (Италия), «Реал» (Испания), ПСВ (Нидерланды) и «Локомотив» (Россия).
Была приглашена бригада во главе со словацким судьёй Любошем Михелом. Этот турнир стал последним в карьере знаменитого российского судьи Валентина Иванова. В оргкомитет турнира вошёл член судейского комитета УЕФА Николай Левников. Среди болельщиков турнир оставил неоднозначные впечатления.

## Участники
- «Локомотив»
- «Милан»
- «Реал Мадрид»
- ПСВ

## Игровая форма
| ПСВ · основная | ПСВ · гостевая | Реал Мадрид · основная | Милан · гостевая | Милан · резервная | Локомотив · основная |

## Матчи
| 3 августа 2007 1/2 финала | «Милан»  | 0:0 (3:4 пен.)                                                     | ПСВ | Москва                                                     |
| 18:30 MSK |          |                                                                    |     | Стадион: Локомотив Зрителей: 20 000 Судья: Валентин Иванов |
| | Пенальти |                                                                    |     |                                                            |
| Кака 1:0 · Сержиньо 2:1 · Пирло 3:2 · Гуркюфф 3:3 · Зеедорф 3:4 |          | 0:0 Симонс · 1:1 де Йонг · 2:2 Аддо · 3:3 Зонневелд · 3:4 Сальсидо |     |                                                            |
| «Милан»: Дида, Оддо (Кафу, 46), Неста (Шимич, 64), Каладзе, Янкуловски (Сержиньо, 46), Гаттузо (Брокки, 64), Пирло, Амброзини (Гуркюфф, 46), Зеедорф, Кака, Обамеянг. · ПСВ: Гомес, Кромкамп, Аддо, Сальсидо, Зонневелд, Мендес (Кулина, 65), Симонс, Афеллай, Баккал, Аиссати (де Йонг, 85), Лазович (Рейс, 67). · Амброзини (8') — Афеллай (45'). |          |                                                                    |     |                                                            |

| 3 августа 2007 1/2 финала | «Локомотив»                                       | 2:5 | «Реал Мадрид»                                                                                                  | Москва                                                  |
| 20:45 MSK | 1:0 Бранислав Иванович 3′ · 2:0 Драман Траоре 21′ |     | 2:1 Гути 52′ · 2:2 Гонсало Игуаин 53′ · 2:3 Хавьер Савиола 62′ (пен.) · 2:4 Гути 90′ · 2:5 Хавьер Бальбоа 90+′ | Стадион: Локомотив Зрителей: 20 000 Судья: Любош Михель |
| «Локомотив»: Рыжиков, Спахич, Иванович, Асатиани, Янбаев, Самедов (Фининьо, 62), Гуренко, Билялетдинов (Маминов, 69), Одемвингие, Сычев (Драман, 63), Траоре (Концедалов, 57). · «Реал Мадрид»: Касильяс, Сальгадо, Пепе, Метцельдер (Серхио Рамос, 46), Торрес, Гранеро (Бальбоа, 46), Диарра, Буэно (Савиола, 46), Гути, Сольдадо (Рауль, 46), Игуаин (Жулио Баптиста, 69). · Спахич (62'). |                                                   |     | |                                                         |

| 5 августа 2007 Матч за 3-е место | «Локомотив»                                                                        | 3:3 (4:5 пен.)                                                 | «Милан»                                                           | Москва                                                  |
| 18:00 MSK | 1:0 Дарио Шимич 17′ (авт.) · 2:1 Бранислав Иванович 28′ · 3:1 Питер Одемвингие 43′ |                                                                | 1:1 Кака 22′ · 3:2 Кларенс Зеедорф 87′ · 3:3 Кристиан Брокки 90+′ | Стадион: Локомотив Зрителей: 25 000 Судья: Любош Михель |
| | Пенальти                                                                           |                                                                |                                                                   |                                                         |
| Маминов 1:0 · Корчагин 2:1 · Билялетдинов 3:2 · Концедалов 3:3 · Асатиани 4:4 |                                                                                    | 1:1 Оддо · 2:2 Янкуловски · 3:3 Пирло · 3:4 Неста · 4:5 Брокки |                                                                   |                                                         |
| «Локомотив»: Пелиццоли, Иванович, Асатиани, Спахич (Ефимов, 70), Самедов (Маминов, 57), Гуренко, Билялетдинов, Сычев (Драман, 77), Янбаев, Одемвингие (Корчагин, 90), Траоре (Концедалов, 72). · «Милан»: Калац (Дида, 34), Кафу, Шимич (Неста, 67), Фавалли, Сержиньо (Янкуловски,46), Гуркюфф, Гаттузо (Пирло, 67), Бонера, Кака (Зеедорф, 46), Брокки, Обамеянг (Оддо, 67). · Кафу (25'). |                                                                                    |                                                                |                                                                   |                                                         |

| 5 августа 2007 Финал | ПСВ                                              | 2:1 | «Реал Мадрид»          | Москва                                                     |
| 20:30 MSK | 1:0 Исмаил Айссати 33′ · 2:0 Майк Зонневелд 45+′ |     | 2:1 Хавьер Савиола 58′ | Стадион: Локомотив Зрителей: 22 000 Судья: Валентин Иванов |
| ПСВ: Гомес, Сальсидо, Алекс, Зонневелд, Симоне, Мендес (Кромкамп, 80), Алсидес, Айссати (де Йонг, 85), Джонатан (Лазович, 69), Афеллай (Чулина, 61), Баккал (ван дер Легте, 85). · «Реал Мадрид»: Дудек, Сисиньо (Пепе, 46), Серхио Рамос, Каннаваро, Марсело, Игуаин (Робиньо, 46), Гаго (Диарра, 71), Савиола, де ла Ред (Гути, 46), Бальбоа (Жулио Баптиста, 71), Рауль. · Алекс (17'), Мендес (23'), Зонневельд (57') — Каннаваро (33'). |                                                  |     |                        |                                                            |